# XHTM-TDT
XHTM-TDT es una estación de televisión mexicana autorizada para servir a distintas ciudades de Puebla, Estado de México, Morelos,  Tlaxcala y Guerrero, transmitiendo desde el pico de Altzomoni en el Estado de México y apoyada por 16 estaciones complementarias. Es el retransmisor más antiguo de la cadena Las Estrellas.

## Historia
La estación inició originalmente como XEQ-TV Canal 9, concesionada el 2 de febrero de 1951. Inició transmisiones a finales de 1952, convirtiéndose en la segunda estación más antigua de las fundadas por la familia Azcarraga, siendo XEW-TV la primera, pero precedida por XHTV-TV, originalmente fundada por Romulo O'Farril, y XELD-TV en Matamoros, la cual era propiedad conjunta de Azcarraga y O'Farril.

La estación originalmente fue concesionada a Radio Panamericana, S.A., mismo concesionario de la estación de radio XEQ-AM, estación de la cual obtuvo su distintivo. Inició transmisiones de en el pico Altzomoni de la región Paso de Cortés, a una altitud de 4086 m, con una potencia de 325 kW, convirtiéndola en la estación de televisión a más altura del mundo en ese momento y una de las más potentes.
La puesta en operación de XEQ-TV fue el primer paso en el desarrollo de una red de repetidoras a nivel nacional de canal 2 XEW-TV, con lo que se logró una audiencia adicional de tres millones de personas.[cita requerida]
A inicios de los años 80, el gobierno mexicano inició el proyecto del Instituto Mexicano de Televisión, el cual administraría 2 cadenas nacionales (o redes nacionales) de televisión, para lo que se crearía un nuevo canal para el Distrito Federal en el canal de frecuencias número 7. Para evitar interferencias perjudiciales a la nueva estación, XHIMT canal 7, por parte de la estación XHTM-TV canal 8 de la Ciudad de México, fue necesario un reordenamiento de frecuencias. La estación para el Valle de México tendría que moverse al 9, la estación XEX-TV de Altzomoni, canal 7, tendría que cambiar al 8 y XEQ-TV canal 9, también de Altzomoni tendría que moverse al 10.

En 1985, además de realizar los cambios de frecuencias, también se cambiaron los distintivos en dos estaciones. El canal 8 de la Ciudad de México obtendría el canal y distintivo de XEQ-TV de Altzomoni, pero manteniendo la programación de XHTM-TV, mientras que en Altzomoni, la repetidora de XEW-TV canal 2, obtendría el distintivo XHTM-TV canal 10, manteniendo su programación de «El canal de las estrellas».
El 7 de diciembre de 2010, la COFETEL autorizó una frecuencia adicional para la estación XHTM-TV para iniciar transmisiones simultáneas digitales en el sistema ATSC. El 17 de diciembre de 2015, la estación XHTM-TV canal 10, dejó de transmitir analogicamente, pero su programación se mantuvo sin cambios a través de la frecuencia adicional, XHTM-TDT canal 36.

## Estaciones complementarias
La estación XHTM-TDT cuenta con una red de repetidoras de señal, conocidas oficialmente como «estaciones complementarias», para cubrir eficientemente la poblaciones que tiene que servir obligatoriamente. Gracias a estas repetidoras, XHTM-TDT es una de las estaciones con mayor cobertura en México.

Si bien, XHTM-TDT es ya una retransmisora de Las Estrellas, la señal que se transmite en XHTM-TDT puede tener publicidad distinta a la de XEW-TDT. Por ley, las repetidoras de XHTM-TDT deben retransmitir la señal emanada de Altzomoni, no la de la Ciudad de México.
| Estado                | Población          | PRA (kW) | Canal digital |
| --------------------- | ------------------ | -------- | ------------- |
| Estado de México      | Ixtapan de la Sal  | 0.7      | 36            |
| Estado de México      | Malinalco          | 0.7      | 36            |
| Estado de México      | Ocoyoacac          | 0.38     | 36            |
| Estado de México      | Ocuilán de Arteaga | 0.7      | 36            |
| Estado de México      | Tejupilco          | 20       | 36            |
| Estado de México      | Tenancingo         | 9        | 36            |
| Estado de México      | Tonatico           | 0.7      | 36            |
| Estado de México      | Xalatlaco          | 0.4      | 36            |
| Morelos               | Cuernavaca         | 45       | 36            |
| Puebla                |                    |          | 36            |
| Chiautla de Tapia     | 0.28               |          | 36            |
| Huaquechula           | 0.7                |          | 36            |
| San Martín Alchichica | 2                  |          | 36            |
| San Martín Texmelucan | 20                 |          | 36            |
| Guerrero              | Taxco              | 21       | 36            |
| Tlaxcala              | Tlaxcala           | 30       | 36            |
| Hidalgo               | Pachuca            | 8        | 39            |

## Multiprogramación
| Canal de transmisión | Canal virtual | Resolución | Relación de aspecto | Nombre PSIP | Programación  |
| -------------------- | ------------- | ---------- | ------------------- | ----------- | ------------- |
| 36                   | 2.1           | 1080i      | 16:9                | •           | Las Estrellas |
| 36                   | 2.2           | 480p       | 16:9                | •           | N+ Foro       |